# The Sacred Blacksmith
The Sacred Blacksmith (聖剣の刀鍛冶, Seiken no Burakkusumisu, lit. Le Forgeron de l’Épée Sacrée) est une série de light novels écrite par Isao Miura avec des illustrations de Luna. Elle a été publiée entre novembre 2007 et août 2013 par Media Factory et a été compilé en un total de seize volumes. La série raconte l'histoire d'une jeune femme chevalier, Cecily Cambell, voulant obtenir un katana, dans un monde où les « pactes démoniaques » existent et où les démons ravagent tout.
Une adaptation en seinen manga dessinée par Yamada Kôtarô est publiée entre mars 2009 et janvier 2017 dans le magazine Monthly Comic Alive, avant d'être compilée en dix tomes. La version française est publiée par Doki-Doki. Une série télévisée d'animation de douze épisodes produite par Manglobe a été diffusée entre octobre et décembre 2009.

## Synopsis
Jadis, le Continent fut ravagé par une effroyable guerre où les « pactes démoniaques » étaient monnaie courante. Quarante-quatre années plus tard, Cecily Cambell, descendante d'anciens nobles et membre d'une compagnie de chevaliers, est à la recherche d'une forge capable de réparer sa vieille épée déjà bien émoussée. Son chemin croise celui de Luke Ainsworth, un jeune homme qui terrasse d'un seul coup un vagabond sous l'emprise d'un pacte démoniaque. Ces fameux pactes sont pourtant interdits depuis que la paix est revenue… La rencontre de Cecily et de Luke marque le début de cette histoire…

## Personnages
Cecily Cambell (セシリーキャンベル, Seshirī Kyanberu)
Doublé par: Ayumi Fujimura
Jeune fille aux cheveux roux, au caractère bien trempé, elle est un chevalier de 3e génération à partir de La Garde Chevalier de Housman, la troisième ville des villes des syndicats indépendants. Son grand-père, un ancien noble devenu chevalier, fut l'un des fondateurs des villes des syndicats indépendants au cours de la guerre Valbanill. Après la fin de la guerre, les chevaliers de la famille Cambell protégèrent l'indépendance de la ville. Lorsque son père est décédé d'une maladie, Cecily a pris le rôle de la tête de la maison, et est ainsi devenu un chevalier. Elle croit fermement en la justice, la protection de la ville et de ses citoyens.
Dans les romans et le manga, Cecily est dépeinte comme une fille forte avec des compétences de grand "leadership" évident. Dès le début elle dirige un groupe de chevaliers contre des mercenaires, des bandes de voleurs et de monstres. Elle apprend vite de ses erreurs, c'est une combattante d'épée qualifiée. A contrario, l'anime la montre comme insuffisante, presque maladroite et escrimeuse médiocre, mais elle semble s'améliorer à mesure que la série progresse. Dans l'anime, la plupart des blagues à son sujet sont surdimensionnées et mal utilisées. Elle rougit en général, mais ne se déchaîne pas si violemment contre Luke. Au fur et à mesure que la série progresse, elle développe rapidement des sentiments d'amour envers Luke.
Luke Ainsworth (ルーク・エインズワース, Rūku Einzuwāsu)
Doublé par: Nobuhiko Okamoto
Luke est un forgeron de grand talent à la notoriété reconnue. Il est également un escrimeur hors pair. Ses cheveux sont d'un brun foncé et ses yeux bleus. Son œil gauche est en verre (l'œil réel a été utilisé pour créer Lisa). Il peut paraître parfois arrogant, très privé et souvent insensible aux autres sauf à Lisa avec qui il vit. Elle l'aide dans son travail et l'accompagne souvent sur son lieu de travail. Il connut Cecily après l'avoir sauvée à plusieurs reprises d'une mort certaine. Luke a pour arme un katana japonais et emploie un unique et spécifique style de combat à l'épée, ce qui est rare dans un pays où la plupart des gens utilisent une épée longue et un bouclier. Il possède également des compétences extraordinaires de forgeron, aidé par les pouvoirs magiques de Lisa.
Bien que Luke critique souvent Cecily pour son ignorance envers le danger et son incompétence, il a lentement fini par l'accepter en lui prouvant son courage et son amitié. Sa volonté de protéger la ville et tous ses citoyens lui rappelle celle de Lisa Oakwood, l'amour de sa jeunesse. Après ses rencontres avec Cecily, Luke a également appris à regarder Lisa d'un tout autre œil. Il devient de plus en plus inquiet pour l'avenir de Lisa, en constatant que son mode de vie déteint sur elle. Après sa confrontation avec Lisa au sujet de ses véritables sentiments, il avoue son regret : de l'avoir forcée à porter le fardeau de son passé, et contre son souhait de ne pas l'avoir laissée emprunter sa propre voie. À la fin, Luke promet qu'ils seront ensemble pour toujours.
Lisa (リサ, Risa)
Doublé par: Aki Toyosaki
Jolie petite fille blonde elle est l'assistante directe de Luke. Lisa est en fait un démon né de Lisa Oakwood, l'amie d'enfance de Luke. Bien que non confirmée, il est laissé penser, qu'afin de protéger Luke pour toujours, Lisa Oakwood a fait un pacte démoniaque, avant d'être tué par Valbanill, elle se sacrifia alors pour créer Lisa.
Lisa ressemble beaucoup à Lisa Oakwood quand elle était jeune, possédant des caractéristiques similaires, telles que les cheveux blonds, des yeux violets, et les oreilles elfiques. Elle a une personnalité douce et très poli. Lisa est aussi capable de créer une grosse boule de feu par de la magie qui permet de forger des katanas pour Luke, dans le feu de la bataille. Lisa aime secrètement Luke, sa vie tourne entièrement autour de lui. Elle a prouvé qu'elle très capable de corvées ménagères et prend bizarrement plaisir à les faire. En outre, Lisa est l'assistante de Luke dans la forge. Lorsqu'elle est confrontées au sujet de ses véritables sentiments pour Luke, Lisa révèle que, même si elle est très heureuse d'être avec Luke, elle a également ses douleurs parce qu'elle est seulement un «duplicata». Elle épaules le fardeau du passé de Luke et sait que son existence rappelle celui de Lisa Oakwood donc ce qui fait souffrir directement Luke. Cependant, Lisa avouera que son seul souhait dans la vie est de rester à côté de Luke pour toujours.
Aria (アリア)
Doublé par: Megumi Toyoguchi
L'épée démon de vent. Aria est spéciale en ce sens : elle peut se transformer en un être humain. Dans sa forme humaine, c'est une belle jeune fille, insouciante, romantique et très féminine. Son âge exact est inconnu, mais elle a des souvenirs remontant à la guerre de Valbanill où elle est née d'un contrat de démon sur le champ de bataille. Son passé est rempli de meurtre et de carnage et Aria en est venu à accepter que c'était son destin en tant qu'épée démon. Cependant, après avoir rencontré Cecily, elle a appris qu'il y a ceux qui voudraient manier une épée non dans le but de tuer mais de protéger. Pour cette raison, elle est devenue incroyablement fascinée par Cecily et les deux forment un lien puissant qui leur permettent de devenir plus forts. Comme une épée démon, Aria est capable de détecter d'autres épées démoniaques aux alentours. Tout au long de son séjour avec Cecily, elle a rencontré d'autres épées démoniaques comme elle, qui pousse sa curiosité. Elle est particulièrement intéressée à la façon dont elle est née et comment elle est capable de prendre forme humaine. Sa transformation en épée est invoquée avec le chant : ".. Secouez votre sommeil, s'emparer de la vérité. Prenez le vent dans la main et tuer Dieu" (...眠りを解け真実を掴め風をこの手に-神を殺せ).

## Light novel
La série de light novels écrite par Isao Miura et illustrée par Luna a été publié par Media Factory sous le label MF Bunko J. Le premier volume est sorti le 22 novembre 2007 et le seizième et dernier le 23 août 2013.

## Manga
L'adaptation en manga est prépublié entre le 27 mars 2009 et le 27 janvier 2017 dans le magazine Monthly Comic Alive de l'éditeur Media Factory. Le premier volume relié est publié le 23 juin 2009 et est compilé en dix tomes. La version française est publiée par Doki-Doki depuis le 14 avril 2010.

## Anime
L'adaptation en série télévisée d'animation a été annoncée en janvier 2009. Elle est produite par le studio Manglobe, réalisé par Masamitsu Hidaka et scénarisé par Masashi Suzuki. Elle a été diffusée sur la chaine AT-X du 3 octobre 2009 au 19 décembre 2009 et comporte douze épisodes. L'anime ne suit pas le manga si ce n'est quelques scènes déplacées. Les douze épisodes ont été compilés en six coffrets DVD et Blu-ray entre décembre 2009 et mai 2010,.

### Musique
- Opening

"Justice of Light" par Mayumi Gojō
- Ending

"Miracle Happy Day" (みらくるハッピーディ) par Aki Toyosaki

### Édition japonaise
Light novel
1. 1 2  (ja) « 聖剣の刀鍛冶 », sur KADOKAWAオフィシャルサイト (consulté le 30 avril 2021).
2. 1 2  (ja) « 聖剣の刀鍛冶 ２ », sur KADOKAWAオフィシャルサイト (consulté le 30 avril 2021).
3. 1 2  (ja) « 聖剣の刀鍛冶 ３ », sur KADOKAWAオフィシャルサイト (consulté le 30 avril 2021).
4. 1 2  (ja) « 聖剣の刀鍛冶 ４ », sur KADOKAWAオフィシャルサイト (consulté le 30 avril 2021).
5. 1 2  (ja) « 聖剣の刀鍛冶 ５ », sur KADOKAWAオフィシャルサイト (consulté le 30 avril 2021).
6. 1 2  (ja) « 聖剣の刀鍛冶 ６ », sur KADOKAWAオフィシャルサイト (consulté le 30 avril 2021).
7. 1 2  (ja) « 聖剣の刀鍛冶 ７ », sur KADOKAWAオフィシャルサイト (consulté le 30 avril 2021).
8. 1 2  (ja) « 聖剣の刀鍛冶 ８ », sur KADOKAWAオフィシャルサイト (consulté le 30 avril 2021).
9. 1 2  (ja) « 聖剣の刀鍛冶 ９ », sur KADOKAWAオフィシャルサイト (consulté le 30 avril 2021).
10. 1 2  (ja) « 聖剣の刀鍛冶１０ », sur KADOKAWAオフィシャルサイト (consulté le 30 avril 2021).
11. 1 2  (ja) « 聖剣の刀鍛冶１１ », sur KADOKAWAオフィシャルサイト (consulté le 30 avril 2021).
12. 1 2  (ja) « 聖剣の刀鍛冶１２ », sur KADOKAWAオフィシャルサイト (consulté le 30 avril 2021).
13. 1 2  (ja) « 聖剣の刀鍛冶１３ », sur KADOKAWAオフィシャルサイト (consulté le 30 avril 2021).
14. 1 2  (ja) « 聖剣の刀鍛冶１４ », sur KADOKAWAオフィシャルサイト (consulté le 30 avril 2021).
15. 1 2  (ja) « 聖剣の刀鍛冶１５ », sur KADOKAWAオフィシャルサイト (consulté le 30 avril 2021).
16. 1 2  (ja) « 聖剣の刀鍛冶１６ », sur KADOKAWAオフィシャルサイト (consulté le 30 avril 2021).

Manga
1. 1 2  (ja) « 聖剣の刀鍛冶 １ », sur KADOKAWAオフィシャルサイト (consulté le 30 avril 2021).
2. 1 2  (ja) « 聖剣の刀鍛冶 ２ », sur KADOKAWAオフィシャルサイト (consulté le 30 avril 2021).
3. 1 2  (ja) « 聖剣の刀鍛冶 ３ », sur KADOKAWAオフィシャルサイト (consulté le 30 avril 2021).
4. 1 2  (ja) « 聖剣の刀鍛冶 ４ », sur KADOKAWAオフィシャルサイト (consulté le 30 avril 2021).
5. 1 2  (ja) « 聖剣の刀鍛冶 ５ », sur KADOKAWAオフィシャルサイト (consulté le 30 avril 2021).
6. 1 2  (ja) « 聖剣の刀鍛冶 ６ », sur KADOKAWAオフィシャルサイト (consulté le 30 avril 2021).
7. 1 2  (ja) « 聖剣の刀鍛冶 ７ », sur KADOKAWAオフィシャルサイト (consulté le 30 avril 2021).
8. 1 2  (ja) « 聖剣の刀鍛冶 ８ », sur KADOKAWAオフィシャルサイト (consulté le 30 avril 2021).
9. 1 2  (ja) « 聖剣の刀鍛冶 9 », sur KADOKAWAオフィシャルサイト (consulté le 30 avril 2021).
10. 1 2  (ja) « 聖剣の刀鍛冶 １０ », sur KADOKAWAオフィシャルサイト (consulté le 30 avril 2021).

### Édition française
Manga
1. 1 2  « Vol.1 The sacred Blacksmith - Manga », sur manga-news.com (consulté le 30 avril 2021).
2. 1 2  « Vol.2 The sacred Blacksmith - Manga », sur manga-news.com (consulté le 30 avril 2021).
3. 1 2  « Vol.3 The sacred Blacksmith - Manga », sur manga-news.com (consulté le 30 avril 2021).
4. 1 2  « Vol.4 The sacred Blacksmith - Manga », sur manga-news.com (consulté le 30 avril 2021).
5. 1 2  « Vol.5 The sacred Blacksmith - Manga », sur manga-news.com (consulté le 30 avril 2021).
6. 1 2  « Vol.6 The sacred Blacksmith - Manga », sur manga-news.com (consulté le 30 avril 2021).
7. 1 2  « Vol.7 The sacred Blacksmith - Manga », sur manga-news.com (consulté le 30 avril 2021).
8. 1 2  « Vol.8 The sacred Blacksmith - Manga », sur manga-news.com (consulté le 30 avril 2021).
9. 1 2  « Vol.9 The sacred Blacksmith - Manga », sur manga-news.com (consulté le 30 avril 2021).
10. 1 2  « Vol.10 The sacred Blacksmith - Manga », sur manga-news.com (consulté le 30 avril 2021).